# Mohamed Kanno
Mohamed Ibrahim Kanno (arabisch محمد إبراهيم كنو; * 22. September 1994 in Khobar) ist ein saudi-arabischer Fußballspieler, der seit Juli 2017 beim Erstligisten al-Hilal unter Vertrag steht. Der Mittelfeldspieler ist seit Dezember 2017 saudi-arabischer Nationalspieler.

## Karriere

### Verein
Der in Khobar geborene Mohamed Kanno entstammt der Jugendabteilung von al-Ettifaq, wo er zur Saison 2013/14 in die erste Mannschaft befördert wurde. Sein Debüt in der Saudi Professional League gab er am 27. September 2013 (5. Spieltag) bei der 0:1-Heimniederlage gegen den Najran SC. In den nächsten Ligapartien spielte er regelmäßig und am 28. Dezember 2013 (15. Spieltag) erzielte er bei der 1:5-Auswärtsniederlage gegen al-Hilal sein erstes Ligator. In dieser Spielzeit bestritt er 16 Ligaspiele, in denen ihm drei Tore gelangen, konnte jedoch den Abstieg der Mannschaft in die zweitklassige Saudi First Division nicht verhindern. In den nächsten beiden Saisons war er Stammspieler im Trikot der Faris Ad-Dahna und in der Saison 2015/16 trug er wesentlich zum Aufstieg der Auswahl bei. In der nächsten Spielzeit 2016/17 kam er in 19 Ligaspielen zum Einsatz, in denen er drei Treffer markierte.
Am 3. Juli 2017 wechselte Kanno zum Ligakonkurrenten al-Hilal, wo er einen Fünfjahresvertrag unterzeichnete. Am 16. September 2017 (3. Spieltag) debütierte er beim 1:0-Heimsieg gegen den Ohod Club für seinen neuen Arbeitgeber. In seiner ersten Spielzeit 2017/18 absolvierte er 15 Ligaspiele und gewann mit dem Verein aus der Hauptstadt Riad den Meistertitel. Am 31. August 2018 (1. Spieltag) traf er beim 1:0-Heimsieg gegen den al-Fayha FC erstmals im Trikot al-Hilals. In dieser Saison 2018/19 etablierte er sich als unumstrittener Stammspieler und bestritt 29 Ligaspiele, in denen ihm fünf Treffer und vier Torvorlagen gelangen. Diese starke Leistung konnte er in der darauffolgenden Spielzeit 2019/20 nicht bestätigen, in der er nur ein Tor in 20 Ligaeinsätzen sammeln konnte. Mit al-Hilal holte er jedoch erneut den Meistertitel der höchsten saudi-arabischen Spielklasse. Mit der Mannschaft gelang ihm im Dezember 2019 zusätzlich der Sieg in der AFC Champions League.

### Nationalmannschaft
Am 25. Dezember 2017 debütierte er beim 0:0-Unentschieden gegen die Vereinigten Arabischen Emirate für die saudi-arabische Nationalmannschaft. Im Mai 2018 wurde er in den finalen 23-Mann-Kader der Auswahl für die Weltmeisterschaft 2018 in Russland einberufen. Bei der 0:1-Niederlage im zweiten Gruppenspiel gegen Uruguay wurde er in der 75. Spielminute für Hattan Bahebri eingewechselt.

## Erfolge
al-Ettifaq
- Aufstieg in die Saudi Professional League: 2015/16

al-Hilal
- Saudi Professional League: 2017/18, 2019/20
- Saudi Super Cup: 2019
- AFC Champions League: 2019
- Arab Club Champions Cup: 2018/19